# Abdulkarim Al-Hasan
Abdulkarim Al-Hasan (arab. عبد الكريم الحسن ; ur. 28 lutego 1997) – syryjski zapaśnik walczący w stylu klasycznym. Zajął trzynaste miejsce na igrzyskach azjatyckich w 2018. Piąty na mistrzostwach Azji w 2019 i 2020. Brązowy medalista igrzysk śródziemnomorskich w 2018. Szesnasty na igrzyskach wojskowych w 2019. Wicemistrz śródziemnomorski w 2018 roku.